# غوستافو كالديرون
غوستافو كالديرون (بالإسبانية: Gustavo Calderón)‏ هو مجدف أرجنتيني، ولد في 10 مايو 1963.

## وصلات خارجية
- غوستافو كالديرون على موقع الاتحاد الدولي للتجديف (الإنجليزية)
- غوستافو كالديرون على موقع اللجنة الأولمبية الدولية (الإنجليزية)
- غوستافو كالديرون على موقع أوليمبيديا (الإنجليزية)